# 鄧義 (永樂進士)
鄧義（14世紀—15世紀），字直方，江西建昌府新城縣三十都梘源人，明朝政治人物。

## 生平
鄧義是鄧肇卿之子，永樂三年（1405年）中舉人，九年（1411年）成進士，十年（1412年）獲授陝西道監察御史，前往兩浙直隸賑災，他發現地方官員無視人民艱苦，回朝後上奏罷免十數名官員，不久因彈劾大臣諂媚宦官不法被下詔獄，很快獲釋，前往廣西監巡慶遠銀場，他上疏慶遠銀場歲計得銀僅九百兩，請求罷去得允；二十二年（1424年）陞湖廣按察司僉事，因母親逝世回鄉，服闋後條陳三編均徭利害，改授廣西按察司左江道僉事，特疏釋放因嚴峻鈔法犯罪的人民，又開諭禍福勸退打算交戰的泗城州、利州、上林長官司、安隆長官司，而他判案仰慕歐陽修閱東平獄案，持憲公允不苛求，九年後考職以老乞求致仕，八十八歲才去世，兒子鄧時康獲知縣陳員韜所推薦，以貢生入國子監，未仕而卒。

## 引用
1. 1 2  同治［江西］《新城縣志·卷十·人物志》：鄧義，字直方，三十都梘源人，父肇卿篤行誼，以仁禮傳心顏其堂，義少孤自力，問學沉厚端愨，舉永樂辛卯進士，授監察御史，兩浙直隸災有司不時聞，遣義按行賑貸，治郡縣官視民艱不省者，義列上所宜行罷數十，事上可之，已而劾大臣從諛內使不法狀下詔獄，尋釋復差監巡廣西慶遠銀場，義疏言：「臣奉命監辦銀場，歲計所得銀僅九百兩有奇，多者至千兩而極又張，官開局為國家費，此開場無益已然之效也，國家利盡四海，貢賦萬里所乏者非銀也，古聖王捐金于山，抵璧於澤，即豐利羨入，且置之矧得不償耗，於國家無補，而久泄泄勤民日從事為乎，謂宜弛場不建，而築塞坑野無病民場。」得寢不設。陞湖廣按察司僉事，丁養母憂，服闋條陳三編均徭利害，改授廣西僉事，先是鈔法峻深，民犯者輒抵重刑罄其資，為特疏原釋；泗利二州、上林安隆二長官司搆兵，義騰書論禍福開諭之，為立堡定戍分汎地守禦為防轄，酋懼而聽命，嘗慕宋歐陽修閱東平獄案，仰天誓心不敢忽，故其持憲不激不苛，政平訟理，九載考職以老乞致仕，家居服用質素、居室朴隘如未遇時，輯譜合族諄諄以孝睦訓示子孫，卒年八十有八，子時康博學篤行，為縣令陳員韜所推引，以貢升太學，未仕卒。 隆慶志
2. ↑  同治［江西］《新城縣志》·卷八·選舉志：進士……明……永樂九年辛卯科蕭時中榜 鄧義 字直方，梘源人，御史陞按察僉事，有傳……鄉舉……明……永樂三年乙酉科 鄧義 見進士
3. ↑  《明太宗文皇帝實錄·卷一百二十七》：（永樂十年四月辛巳）擢進士胡槩、蕭常、郭廉、吳斌、弋謙、鄧真、何楚英、傅良、何忠、張順、周建、李日良、王鉉、郭振、金庠、魯琛、朱敬、喬良、鄧義、陳子倫、林衡、謝升、張昱，監生張勤、龍景亨、趙文、姚悅、濮陽恭、任旺、祝和、陳恕、郭端、賈節、趙益、廖睿、周毅、李善、楊俊、張斌為監察御史。
4. ↑  《明太宗文皇帝實錄·卷二百六十八》：（永樂二十二年二月）丁卯陞……陝西道監察御史鄧義俱為湖廣按察僉事……
5. ↑  《明英宗睿皇帝實錄·卷六十四》：（正統五年二月癸巳）廣西奉議州土官知州黃宗蔭科斂劫殺，甚至欲殺其母，母避之，殺母侍者以洩怒，為母所告，分巡左江道僉事鄧義懼其貽害……